# Albion Rovers FC
Albion Rovers är en skotsk fotbollsklubb från Coatbridge bildad 1882. De bildades när två lokala klubbar vid namn Albion FC och Rovers FC gick samman. Klubbfärgerna var mörkblå tröjor fram till 1961 då de ändrades till ljusgult. Klubben spelar sedan 1919 sina hemmamatcher på Cliftonhill Stadium. 
År 1903 blev klubben antagna som medlammar av skotska ligans andra division. Efter spel i en regional liga under första världskriget återvände klubben till ligan 1919 som då bara bestod av en division. Säsongen 1919/1920 kom man sist i ligan, men gick till final i skotska cupen där det blev knapp förlust mot Kilmarnock FC med 2–3. Klubbens största framgång sedan dess är när man 1934 vann ligans andra division och därefter spelade tre säsonger i högsta divisionen. Klubben vann även Second Division, då nivå tre i ligasystemet, 1988/1989. Säsongen 2014/2015 vann klubben Scottish League Two, men efter tre säsonger var man tillbaka i den lägsta divisionen.

## Placering tidigare säsonger
| Säsong    | Nivå | Liga       | Placering | Referens | Notering                   |
| --------- | ---- | ---------- | --------- | -------- | -------------------------- |
| 2010–2011 | 4    | League Two | 2         | [ 1 ]    | Uppflyttad till League One |
| 2011–2012 | 3    | League One | 9         | [ 2 ]    |                            |
| 2012–2013 | 3    | League One | 10        | [ 3 ]    | Nedflyttad till League Two |
| 2013–2014 | 4    | League Two | 7         | [ 4 ]    |                            |
| 2014–2015 | 4    | League Two | 1         | [ 5 ]    | Uppflyttad till League One |
| 2015–2016 | 3    | League One | 6         | [ 6 ]    |                            |
| 2016–2017 | 3    | League One | 8         | [ 7 ]    |                            |
| 2017–2018 | 3    | League One | 10        | [ 8 ]    | Nedflyttad till League Two |
| 2018–2019 | 4    | League Two | 9         | [ 9 ]    |                            |
| 2019–2020 | 4    | League Two | 9         | [ 10 ]   |                            |
| 2020–2021 | 4    | League Two | 7         | [ 11 ]   |                            |